# جيريمي جيلكريست
جيريمي جيلكريست (بالإنجليزية: Jeremy Gilchrist)‏ هو لاعب كرة القدم الكندية أمريكي، ولد في 24 فبراير 1986 في نورفولك في الولايات المتحدة.